# Podbřežice
Podbřežice är en ort i Tjeckien.   Den ligger i regionen Södra Mähren, i den östra delen av landet, 210 km sydost om huvudstaden Prag. Podbřežice ligger 255 meter över havet och antalet invånare är 244.
Terrängen runt Podbřežice är platt åt sydost, men åt nordväst är den kuperad. Runt Podbřežice är det ganska tätbefolkat, med 124 invånare per kvadratkilometer. Närmaste större samhälle är Vyškov, 8,9 km nordost om Podbřežice. Trakten runt Podbřežice består till största delen av jordbruksmark.